# Scepastus pachyrrhynchoides
Scepastus pachyrrhynchoides är en insektsart som beskrevs av Gerstaecker 1863. Scepastus pachyrrhynchoides ingår i släktet Scepastus och familjen syrsor. Inga underarter finns listade i Catalogue of Life.